# Phare de Great Shoals

Le phare de Great Shoals (en anglais : Great Shoals Light) était un phare offshore de type screw-pile lighthouse situé en baie de Chesapeake à l'embouchure de la Wicomico River (Maryland eastern shore) (en) dans le Comté de Somerset, Maryland. Il a été remplacé par une balise automatisée.

## Historique
Ce phare sur pilotis, un chalet carré en bois avec une lanterne centrée sur le toit, a été construit pour marquer un canal étroit à l'entrée de la rivière Wicomico, comme demandé par l' Assemblée générale du Maryland en 1882. Un crédit n'a pas été fait avant l'année suivante, et de nouveaux retards ont repoussé la date de mise en service à août 1884.
En 1966, le phare a été démonté et une balise automatisée moderne a été érigée sur l'ancienne fondation.

## Description
Le phare actuel est une tour métallique à claire-voie montée sur la plateforme de l'ancien phare. Il émet, à une hauteur focale de 11 m, un  éclat blanc par période de 6 secondes. Sa portée n'est pas connue. Il porte une marque de jour .
Identifiant : ARLHS : USA-350 ; USCG : 2-23700 ; Admiralty : J2000  .

### Lien connexe
- Liste des phares du Maryland